# Diolcogaster claritibia
Diolcogaster claritibia är en stekelart som först beskrevs av Papp 1959.  Diolcogaster claritibia ingår i släktet Diolcogaster och familjen bracksteklar. Inga underarter finns listade i Catalogue of Life.